# Veendam
Veendam és un municipi de la província de Groningen, al nord dels Països Baixos. L'1 de gener del 2009 tenia 27.964 habitants repartits sobre una superfície de 78,71 km² (dels quals 2,57 km² corresponen a aigua).

## Centres de població
Bareveld, Borgercompagnie, Kibbelgaarn, Korte Akkers, Numero Dertien, Ommelanderwijk, Tripscompagnie, Veendam, Wildervank, Wildervanksterdallen i Zuidwending.

## Administració
El consistori actual, després de les eleccions municipals de 2007, és dirigit pel socialista Ab Meijerdam. El consistori consta de 21 membres, compost per:
- Partit del Treball, (PvdA) 10 escons
- Gemeenten Belangen, 5 escons
- Partit Popular per la Llibertat i la Democràcia, (VVD) 2 escons
- Crida Demòcrata Cristiana, (CDA) 2 escons
- GroenLinks, 1 escó
- ChristenUnie, 1 escó